# Iosif Lerman
Iosif Rafaiłowicz Lerman (ros. Иосиф Рафаилович Лерман, ur. w styczniu 1905 w Homlu, zm. ?) – funkcjonariusz radzieckich służb specjalnych, starszy porucznik bezpieczeństwa państwowego.

## Życiorys
Urodził się w żydowskiej rodzinie. Uczył się w szkole miejskiej, w 1920 został pracownikiem gubernialnego Sownarchozu w Homlu, w 1923 był kancelistą kursów milicji, od maja 1923 pracował w gubernialnym oddziale GPU w Czernihowie. W latach 1920–1921 i ponownie 1923-1928 należał do Komsomołu, a od stycznia 1928 do WKP(b). W latach 1924–1925 był pomocnikiem pełnomocnika okręgowego oddziału GPU w Nieżynie, 1925-1930 pełnomocnikiem okręgowego oddziału GPU w Iziumie, w 1930 pełnomocnikiem okręgowego oddziału GPU w Odessie, a od 1 października 1930 do lutego 1932 pełnomocnikiem odeskiego sektora operacyjnego GPU. Od kwietnia do listopada 1932 uczył się w Centralnej Szkole OGPU ZSRR, potem pracował w centrali OGPU ZSRR jako pełnomocnik oddziału Zarządu Ekonomicznego, od 10 lipca 1934 do 25 maja 1935 był pełnomocnikiem Oddziału 6 Wydziału Ekonomicznego GUGB NKWD ZSRR, a od 25 maja 1935 do stycznia 1937 pełnomocnikiem operacyjnym Oddziału 8 Wydziału Ekonomicznego/Wydziału Kontrwywiadowczego GUGB NKWD ZSRR, 11 grudnia 1935 otrzymał stopień starszego porucznika bezpieczeństwa państwowego. Od stycznia do 1 listopada 1937 był pełnomocnikiem operacyjnym Oddziału 14 Wydziału 3 GUGB NKWD ZSRR, od 1 listopada 1937 do kwietnia 1938 pomocnikiem szefa Oddziału 13 Wydziału 3 GUGB NKWD ZSRR, od kwietnia do czerwca 1938 pomocnikiem szefa Wydziału 3 Zarządu 1 NKWD ZSRR, a w czerwcu 1938 zastępcą szefa Oddziału 6 Wydziału 8 Zarządu 1 NKWD ZSRR. Od czerwca do września 1938 był p.o. szefa tego oddziału, od września do grudnia 1938 p.o. szefa oddziału Wydziału 2 Głównego Zarządu Ekonomicznego NKWD ZSRR, a od grudnia 1938 do stycznia 1939 szefem Wydziału 2 Głównego Zarządu Ekonomicznego NKWD ZSRR.